# Liste der Gewässer im Flusssystem Günz
Die Liste der Gewässer im Flusssystem Günz enthält die Auflistung der Nebenflüsse und -bäche der Günz von der Mündung in Richtung Quelle. Zusätzlich sind in der Auflistung die Flussarme enthalten, die sich vom Hauptfluss abspalten und sich weiter flussabwärts wieder mit diesem vereinigen. Hinter den Flussnamen ist, wenn bekannt, die Gewässerkennzahl, der Mündungsort, mit der jeweiligen Mündungshöhe (im Meter über NN), die Länge des Flusses, die Einzugsgebietsgröße und der Höhenunterschied von der Quelle zur Mündung angegeben.
Im zweiten Teil dieser Liste werden im Gebiet des Flusssystems liegende Seen aufgelistet – im Fall des Flusssystems Günz vor allem Baggerseen.
Viele Informationen auf dieser Seite stammen von den Internetseiten des Bayerischen Landesamtes für Umwelt und des BayernViewers der Bayerischen Vermessungsverwaltung.

## Fließgewässer
- Günz, Gewässerkennzahl: 1158; Mündung in die Donau bei Günzburg (ca. 440 m ü. NN); Gewässerlänge: 55 km; Einzugsgebietsgröße: 710 km²; Höhenunterschied: ca. 135 m
  - Bubesheimer Bach, Gewässerkennzahl: 1158994; Mündung in die Günz in Günzburg (ca. 445 m ü. NN); Gewässerlänge: 9,91 km; Einzugsgebietsgröße: 23,03 km²; Höhenunterschied: ca. 60 m
  - Kötz (Günz), Gewässerkennzahl:115892; Mündung in die Günz zwischen Groß- und Kleinkötz (ca. 458 m ü. NN); Gewässerlänge: 13,21 km; Einzugsgebietsgröße: 35 km²; Höhenunterschied: ca. 58 m
    - Taubriedgraben, Mündung in Großkötz in die Kötz (ca. 459 m ü. NN)
    - Äußere Kötz, Mündung in die Kötz beim südlichsten der Weihergehauteiche (ca. 495 m ü. NN)

  - Rohrbach (Günz), Mündung in die Günz zwischen Ichenhausen und Waldstetten (Günz) (ca. 470 m. ü. NN)
  - Hausener Bach (Günz), Mündung in die Günz nördlich des Günzstausee Waldstetten (ca. 476 m. ü. NN)
    - Erlenbach (Günz), Mündung in den Hausener Bach, östlich von Waldstetten (ca. 478 m. ü. NN)

  - Schwarzbach (Günz), Gewässerkennzahl: 1158514: Mündung in die Günz nordwestlich von Wattenweiler (Markt Neuburg an der Kammel) (ca. 482 m ü. NN); Gewässerlänge: 11,24 km; Einzugsgebietsgröße:  km²; Höhenunterschied: ca. 68 m
  - Schildbach, Mündung in die Günz in der Höhe von Nordhofen
  - Haselbach (Günz), Gewässerkennzahl: 11584; Mündung in die Günz bei Nattenhausen (Gemeinde Breitenthal) (ca. 505 m ü. NN); Gewässerlänge: 22,18 km; Einzugsgebietsgröße: 90 km²; Höhenunterschied: 112 m
    - Gutnach, Gewässerkennzahl: 115842; Mündung in den Haselbach bei Ebershausen (ca. 510 m ü. NN); Gewässerlänge: 12,5 km; Höhenunterschied: 80 m; wird bei Märxle (Gemeinde Oberschönegg) gebildet durch die Vordere Gutnach und die Hintere Gutnach
      - Vordere Gutnach, Gewässerkennzahl: 115842; Zusammenfluss mit der Hinteren Gutnach bei Märxle (ca. 590 m ü. NN); Gewässerlänge: 5,4 km; Höhenunterschied: ca. 45 m
      - Hintere Gutnach, Zusammenfluss mit der Vorderen Gutnach bei Märxle (ca. 590 m ü. NN); Gewässerlänge: 3,1 km; Höhenunterschied: ca. 45 m

  - Auerbach (Günz), Gewässerkennzahl: 1158392; Mündung in die Günz bei Babenhausen (ca. 542 m ü. NN); Gewässerlänge: 12,1 km; Einzugsgebietsgröße:  km²; Höhenunterschied: ca. 114 m
  - Klosterbeurener Bach (südlich der Mündung des Otterbachs Wiesenbach genannt), Gewässerkennzahl: 115832; Mündung in den Täuferbach bei Babenhausen (ca. 542 m ü. NN); Gewässerlänge: 13,06 km; Höhenunterschied: ca. 103 m
    - Otterbach (Klosterbeurener Bach), Gewässerkennzahl: 1158322; Mündung in den Klosterbeurener Bach bei Klosterbeuren (Markt Babenhausen) (ca. 559 m ü. NN); Gewässerlänge: 8,42 km; Einzugsgebietsgröße:  km²; Höhenunterschied: ca. 95 m
- Flussarm Täuferbach: spaltet sich von dem Flussarm bei Egg an der Günz ab (ca. 562 m ü. NN), mündet in die Günz in Babenhausen (ca. 545 m ü. NN); Gewässerlänge: 6,2 km; Höhenunterschied: ca. 17 m
- Flussarm bei Egg an der Günz, Gewässerkennzahl: 1158312; spaltet sich südlich von Egg an der Günz von der Günz ab (ca. 571 m ü. NN), vereint sich nördlich von Egg an der Günz wieder mit der Günz (ca. 562 m ü. NN); Gewässerlänge: 3,01 km; Höhenunterschied: ca. 9 m

die Günz entsteht bei Lauben (ca. 575 m ü. NN) am Zusammenfluss der Westlichen Günz und der Östlichen Günz
- Günz (auch Westliche Günz genannt), Gewässerkennzahl: 1158; Gewässerlänge: 28,0 km; Einzugsgebietsgröße:  km²; Höhenunterschied: ca. 245 m
  - Östliche Günz (bis Obergünzburg auch Tobelbach genannt), Gewässerkennzahl: 11582; Gewässerlänge: 34,97 km; Einzugsgebietsgröße:  km²; Höhenunterschied: ca. 165 m; Höhenunterschied (Tobelbach): ca. 30 m
    - Riedbach (Östliche Günz), Gewässerkennzahl: 1158292; Mündung in die Östliche Günz bei Daxberg (Markt Erkheim) (ca. 575 m ü. NN); Gewässerlänge: 6,92 km; Einzugsgebietsgröße:  km²; Höhenunterschied: ca. 75 m
      - Teilgraben, bei Daxberg in den Riedbach
        - Herzaugraben

    - Litzenbachl nördlich von Obergünzburg (ca. 727 m ü. NN)
    - Salabach, Mündung in die Östliche Günz bei Obergünzburg (ca. 730 m ü. NN)

  - Östliche Günz, Gewässerkennzahl: 1158212; Zusammenfluss mit dem Tobelbach in Obergünzburg (ca. 740 m ü. NN); Gewässerlänge: 2,73 km; Einzugsgebietsgröße:  km²; Höhenunterschied: ca. 60 m
  - Krebsbach (Westliche Günz), Gewässerkennzahl: 115814; Mündung in die Westliche Günz zwischen Lauben und Günz (Gemeinde Westerheim) (ca. 580 m ü. NN); Gewässerlänge: 18,05 km; Einzugsgebietsgröße:  km²; Höhenunterschied: ca. 170 m
  - Schwelk, Gewässerkennzahl: 115812; Mündung in die Westliche Günz bei Westerheim (ca. 598 m ü. NN); Gewässerlänge: 19,24 km; Einzugsgebietsgröße:  km²; Höhenunterschied: ca. 222 m
    - Attenhauser Bach, Gewässerkennzahl: 1158124; Mündung in die Schwelk bei Attenhausen (Gemeinde Sontheim (Schwaben)) (ca. 620 m ü. NN); Gewässerlänge: 3,94 km; Einzugsgebietsgröße:  km²; Höhenunterschied: ca.  m

  - Moosmühlbach, Gewässerkennzahl: 1158112; Mündung in die Westliche Günz bei Reuthen (südlich von Ottobeuren) (ca. 680 m ü. NN); Gewässerlänge: 6,39 km; Einzugsgebietsgröße:  km²; Höhenunterschied: ca. 95 m

## Seen
Seen im Günztal (von Süden nach Norden):
- Fuggerweiher bei Babenhausen
- Oberrieder Weiher: ehemaliger Baggerweiher, heute beliebter Badesee bei Breitenthal
- Günzstausee Waldstetten: Stausee der Günz nördlich von Ellzee und südlich von Waldstetten
- Oberegger Stausee: Stausee der Günz (im Nebenschluss) nordwestlich von Deisenhausen, südlich von Oberegg
- Großkötzer Baggersee: Baggersee nördlich von Großkötz
- Günzriedweiher (Wasserburger See): ehemaliger Baggersee südlich des Günzburger Ortsteils Wasserburg, entstanden im Zuge des Autobahnbaus der nahen BAB 8

Seen im Tal des Schwarzbachs:
- Ingstetter Weiher (Landkreis Neu-Ulm, zwischen Ingstetten und Deisenhausen im Unterroggenburger Wald)